# 黒岩眞吾
黒岩 眞吾（くろいわ しんご、1964年 - ）は日本のコンピュータ科学者。博士（工学）。 千葉大学大学院工学研究院教授（大学院融合理工学府・情報科学コース、工学部・情報工学コース）、産業連携研究担当副理事(2015〜2019)、千葉大学産業連携研究推進ステーション。電子情報通信学会ヒューマンコミュニケーショングループ運営委員長(2013)。　

## 概要
日本における音声認識の実用化が始まった1990年代に、KDD研究所（現KDDI総合研究所）にて『ジャパンダイレクト向けいたずら電話排除システム』や『内線電話受付システム』など、音声認識システムの実用化に貢献した。前者は、１日１万呼程度の電話を処理しており、当時の商用音声認識システムとしては画期的なものであった（日本音響学会技術開発賞を受賞）。2001年に徳島大学に移るが、(株)国際電気通信基礎技術研究所 (ATR) において、後にNTTDoCoMoの『しゃべって翻訳』等の分散型音声認識で利用されている技術開発にも関与している。千葉大学では東京ベイ通信(株)が2011年12月よりレンタルを開始した『スマート通訳ポン』の監修や、(株)エスコーアルの失語症者向けの言語訓練装置の開発にも参加している。工学は人々の生活を豊かにするために存在するとの信条のもと、大学においても一貫して実用的な研究開発を進めている。特に、地域中小企業への協力を積極的に進めており、アルテク（既にあるテクノロジー）を利用した福祉情報工学機器の開発に力を入れている。

## 失語症者向け訓練及び支援技術
ActVoiceSmartというアンドロイド端末で動作する言語訓練アプリや、質問応答により思い出しを支援するアプリを開発中である。これらのうち、ActVoice Smart は、(株)エスコアールより製品化され2017年2月よりGoogle Play及びApp Storeで無料アプリとして公開されている（App Store版はOSのバージョンアップに対応していない：2019年8月12日時点）。また、2014年よりPepper (ロボット)を利用した言語訓練ロボットを(株)ロボキュアと共同開発した。しかし、Pepperが当初の想定とは異なり非常に高額なロボットとなってしまったことからの一般家庭への普及が困難となり、プラットフォームをタブレットに戻すことになった。2019年8月12日時点では、タブレットを用いた言語訓練アプリ「ハナセル」及び言語訓練管理ソフト「リハマネ」として商用サービスとなっている。